# Sinagoga Kahal Shalom

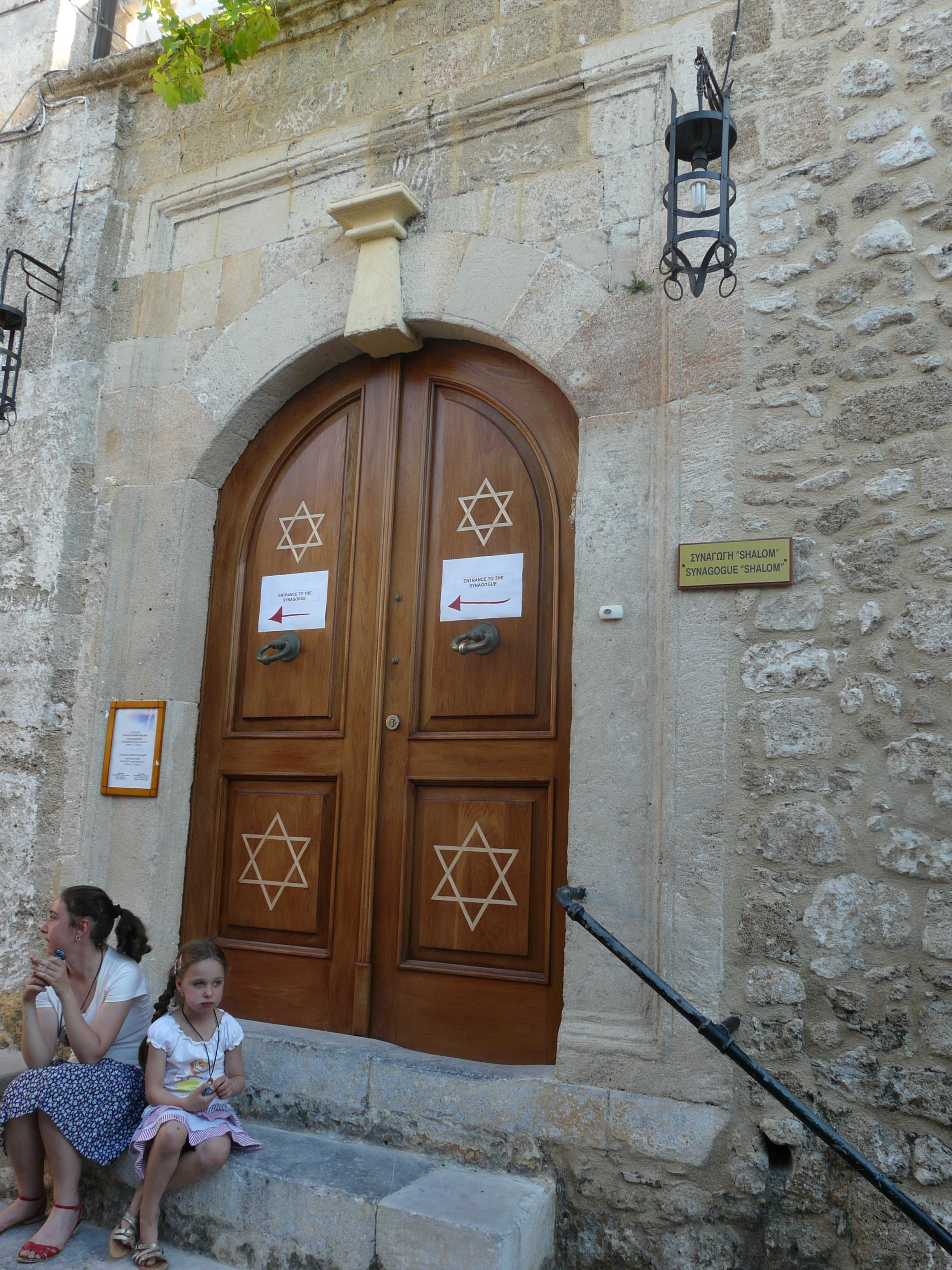
Porta d'entrada a la sinagoga.

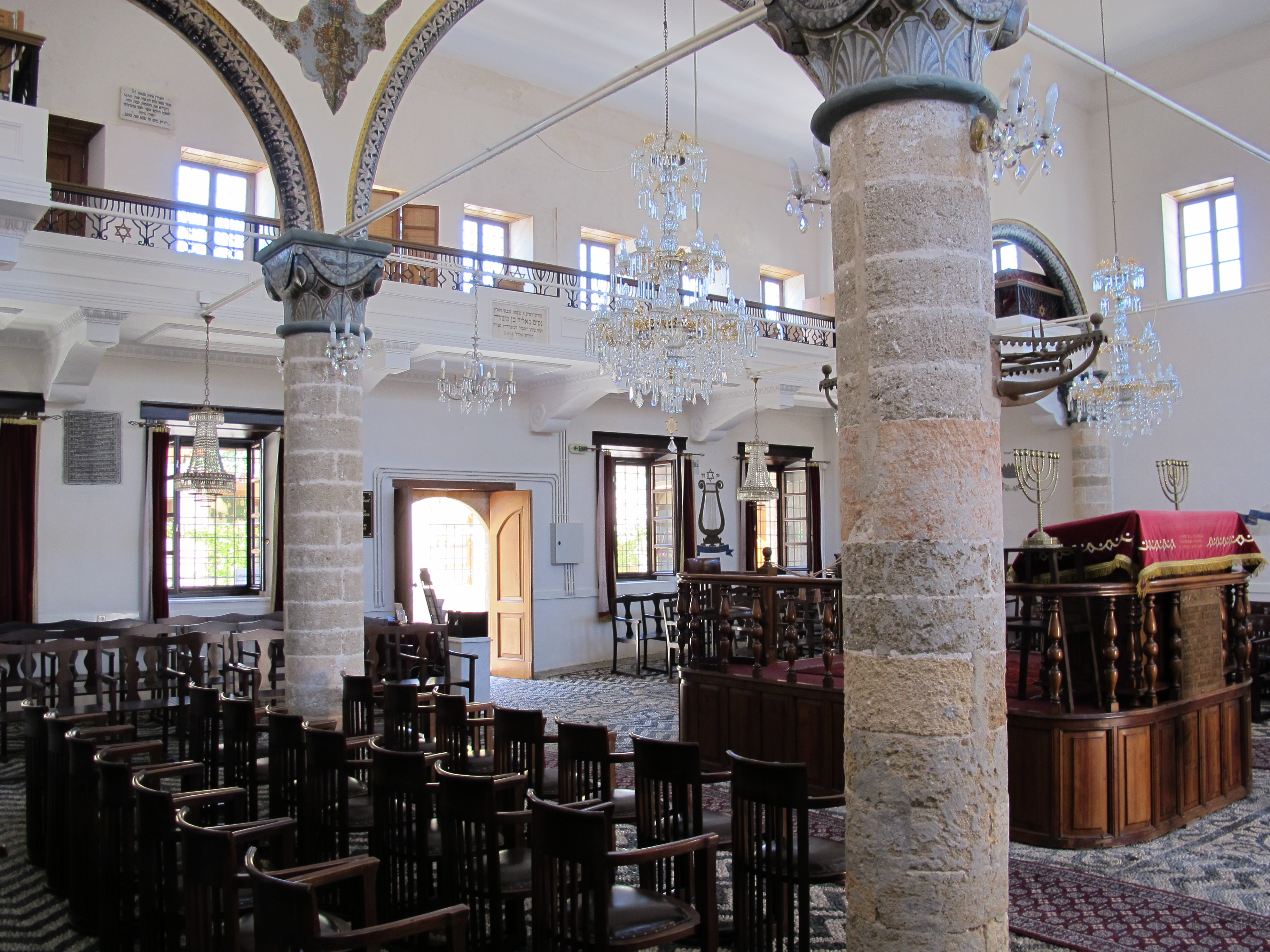
Interior de la sinagoga Kahal Shalom.

La Sinagoga Kahal Shalom (o Kal Kadosh Shalom, que significa "Santa Comunitat de la Pau" en hebreu) és una sinagoga sefardita ubicada al barri jueu de la ciutat de Rodes. És la sinagoga més antiga que encara funciona a Grècia. Fou inaugurada l'any 1577 (5338 del calendari jueu) i segueix en ús des d'aleshores. La sinagoga i tota la comunitat jueva de la ciutat van prosperar en pau i tranquil·litat sota l'Imperi Otomà. Tanmateix, el 1912 Itàlia s'apoderà de la ciutat i de tot l'arxipèlag del Dodecanès, cosa que provocaria més tard, durant la dècada dels anys 1930, que molts jueus emigressin per por del nou govern feixista italià.
Però el pitjor va arribar precisament amb la caiguda del règim feixista el setembre de 1943, quan l'Alemanya nazi va ocupar el Dodecanès, i més de 1550 dels 1700 jueus que encara restaven a la ciutat foren deportats als camps d'extermini. El 1944, finalment, els nazis foren derrotats i expulsats. Actualment, la sinagoga Kahal Shalom funciona només durant l'estiu, quan solen visitar-la molts turistes jueus, en especial descendents dels antics jueus de Rodes, ara residents en altres països. La sinagoga també és la seu del Museu Jueu de Rodes, i s'hi conserven moltes làpides escrites en judeoespanyol, que sempre ha estat la llengua pròpia de la comunitat local.